# Leiobunum potanini
Leiobunum potanini is een hooiwagen uit de familie Sclerosomatidae.